# Неделя единства в Иране
Неделя единства (перс. هفته وحدت‎, Hafte-ye vahdat) — праздник в Иране, посвященный единству суннитов и шиитов, который отмечают во время третьего лунного месяца раби аль-авваль.
История этого праздника началась после Исламской революции 1979 года. Инициатором Недели единства стал аятолла Хомейни. Так как последователи шиизма считают, что пророк Мухаммед родился 17 раби аль-авваля (27 декабря), а сунниты отмечают этот праздник 12 раби аль-авваля (22 декабря), аятолла Хомейни предложил назвать промежуток между этими двумя датами Неделей единства. Так как традиционно в исламском мире используется лунный календарь, дата рождения пророка является «плавающей».
Во время Недели единства представители обоих направлений ислама могут почтить память самого уважаемого человека из когда-либо живших и забыть о взаимной вражде, так как и сунниты, и шииты исповедуют одну религию, следуют предписаниям Корана, совершают пятикратную молитву и соблюдают пост.
Хомейни рассматривал Неделю единства в качестве символа единения мусульман. Он считал, что в условиях непростого положения многих стран исламского мира мусульманам следует сохранять сплоченность.
Неделю единства празднуют во многих странах исламского мира, организовывая специальные программы, которые посвящены общности суннитов и шиитов. Это ежегодное событие сыграло важную роль в сплочении различных исламских школ.
С 27 по 29 декабря в Тегеране ежегодно проходит международная конференция, посвященная Неделе единства. В 2015 году на 29-й конференции впервые за всю историю существования мероприятия в Иран приехали 130 шиитских и суннитских священнослужителей из 70 стран, а также министры государств исламского мира.
Вопросом единения мусульман занимаются две организации, основанные в Иране — Всемирная ассамблея по сближению исламских мазхабов и Организация исламской пропаганды. Их основной задачей является культурно-пропагандистская деятельность, направленная на углубление знаний мирового общества об исламе.